# Casa Mateu (Manlleu)
La Casa Mateu és un edifici de Manlleu (Osona) inclòs a l'Inventari del Patrimoni Arquitectònic de Catalunya.

## Descripció
Es tracta d'un edifici de dos pisos i planta baixa amb obertures a manera de balcó combinades amb finestres quadrades petites. A les cantonades hi ha carreus pulits de dos colors diferents per reforçar-les. Totes les finestres estan decorades amb esgrafiats de color blanc i blau de motius vegetals que són diferents a cadascuna. El ràfec inclinat de la teulada està decorat per un seguit de modillons de formes rectes esculpides en baix relleu i, entre les llates de fusta que s'alternen amb els modillons, sanefes de rajoles de ceràmica similars a les sanefes de la façana.

## Història
Correspon a les cases de nova planta que es construïren a Manlleu durant la primera meitat del segle xx, quan els industrials invertien en el seu excedent en la construcció.